# Vezon
Vezon is een dorp in de Belgische provincie Henegouwen, en een deelgemeente van de Waalse stad Doornik. Vezon was een zelfstandige gemeente, tot die bij de gemeentelijke herindeling van 1977 toegevoegd werd aan de gemeente Doornik.

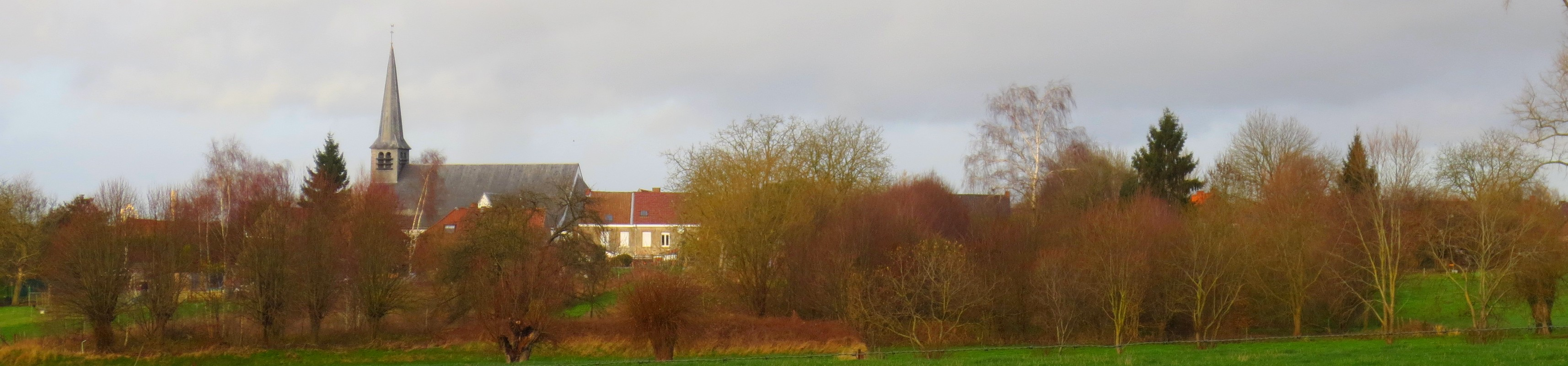
Zicht op Vezon

## Bezienswaardigheden
- De Sint-Pieterskerk (Église Saint-Pierre) heeft een gotische voorgevel uit de 13e eeuw, uitgevoerd in kalksteen. Het eigenlijke kerkgebouw is in neogotische stijl van 1853 en uitgevoerd in witgeschilderde baksteen en kalksteen.

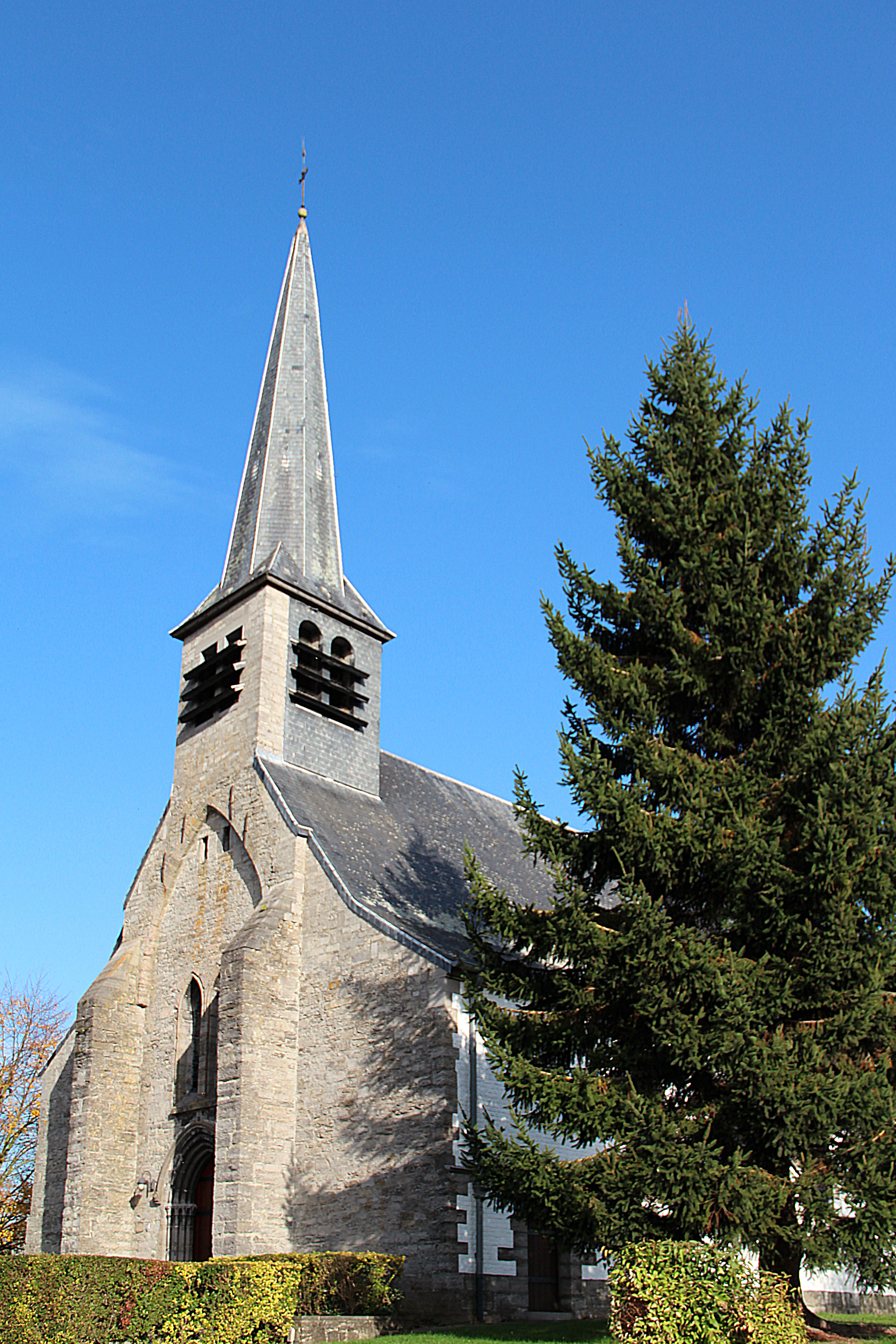
Église Saint-Pierre

## Natuur en landschap
Ten noorden van Vezon ligt het Bois Notre-Dame en het Bois de Barry. De hoogte bedraagt 48 meter aan de kerk. In het Bois de Barry loopt deze op tot 82 meter.

## Demografische ontwikkeling
- Bronnen:NIS, Opm:1831 tot en met 1970=volkstellingen

## Geboren
- François Dufour (1938-2014), politicus

## Nabijgelegen kernen
Fontenoy, Maubray, Wasmes